# Dropkick Murphys
Dropkick Murphys é uma banda de celtic punk formada em Quincy, Massachusetts, Estados Unidos. Primeiramente tocavam juntos no porão de um barbearia de um amigo, eles misturaram streetpunk, música irlandesa, e hardcore. Suas influências incluem bandas como Stiff Little Fingers, The Pogues, The Clash, Swinging Utters, Cockney Rejects e Cock Sparrer. O nome da banda foi tirado de um centro de reabilitação de drogados.

## Origem do nome
Existem diferentes versões sobre a origem do nome da banda.
O ex-membro Marc Orrell dizia que:
"O Dropkick Murphy é um centro de reabilitação, eu acho que é em Connecticut. Eles pegam você quando está bêbado e só te soltam quando estiver sóbrio. Os avós costumam usar esta história para assustar os seus netos".
O frontman original Mike McColgan e o co-fundador Ken Casey contavam o seguinte:
"O nome da banda foi roubado de um antigo centro de reabilitação onde eles costumavam catar as pessoas nas sarjetas de Boston. Nós sempre ouvimos os antigos de nossa vizinhança contando hitórias de Guerra sobre ficar trancafiado no Dropkick Murphy's, então decidimos que se um dia tivéssemos uma banda, este seria o nome". 

## História
A banda Dropkick Murphys foi originalmente formado em 1996 em Quincy, MA. Tocavam numa barbearia de um amigo e logo encontraram público que gostava da sua música, e como resultado começaram a fazer digressões e a gravar. 
A banda gravou uma série de EP e assinou com a Hellcat Records. Em 1997, eles lançaram seu primeiro álbum, Do or Die. Logo após isso, o vocalista Mike McColgan deixou a banda (o sonho dele era ser um bombeiro), e foi substituído por Al Barr. Em 1999, eles lançaram o seu álbum seguinte, The Gang's All Here. Em 2001, o sucessor foi Sing Loud, Sing Proud!. Este álbum mostrou a evolução da música da banda, e incluiu a colaboração de Shane MacGowan e Cock Sparrer. Também marcou uma alteração significante na formação da banda. O guitarrista original Rick Barton foi substituído pelo ex guitarrista do The Ducky Boys, James Lynch e Marc Orrell, e instrumentos adicionais foram incorporados pelos novos membros, Ryan Foltz e Robbie "Spicy McHaggis" Mederios, que tem seu apelido inspirado pelo lanche do McDonald's..  Pouco depois, Foltz e McHaggis deixaram a banda, sendo substituídos pelo guitarrista e tocador de mandolin Tim Brennan e Scruffy Wallace, na gaita de fole. 
O próximo álbum, Blackout, foi lançado em 2003. Este álbum incluía o sucesso radiofônico "Walk Away," além de uma das favoritas dos fãs "Fields of Athenry". Notadamente "The Dirty Glass" com os vocais de Stephanie Dougherty (Deadly Sins) é uma música sobre um bar em Quincy, Massachusetts chamado Darcy's. Também em 2003 os Murphys saíram em tourné Warped Tour.  Ao mesmo tempo, a banda lançou uma reedição do hino do clube de baseball Boston Red Sox, "Tessie", que se tornou a música oficial da conquista do campeonato de 2004. "Tessie" também foi usada no filme Fever Pitch, estrelado por Jimmy Fallon e Drew Barrymore e incluída no jogo da EA Sports, MVP Baseball 2005 . 
Em 2005, o Dropkick Murphys lançaram "Singles Collection Volume 2", apresentando covers, b-sides, e outros materiais que nunca saíram em álbuns anteriores, e a banda contribuiu com uma gravação de "We Got the Power" para o Rock Against Bush, Vol. 2.
O seu 5º álbum, The Warrior's Code na Epitaph Records, foi lançado em 21 de Junho de 2005. Nele havia os singles "Sunshine Highway", "The Warrior's Code", e como bónus track, "Tessie". Também incluía uma música inspirada num poema de Woody Guthrie chamada "I'm Shipping Up to Boston", a qual fez parte da trilha Sonora do filme vencedor do Oscar 2006 Os Infiltrados. Dois vídeos, um com e um sem imagens do filme, foram gravados. A música também apareceu num episódio d´Os Simpsons, o The Departed. "I'm Shipping Up to Boston" também é usada durante vários eventos desportivos em  Boston.

## Membros

### Formação atual
- Ken Casey – vocal e baixo (1996–presente)
- Matt Kelly – bateria, bodhrán e vocal (1997–presente)
- Al Barr – vocal (1998–presente)
- James Lynch – guitarra e vocal (2000–presente)
- Tim Brennan – guitarra (2008–presente), bandolim, acordeão e vocal (2003–presente)
- Jeff DaRosa – violão, banjo, bouzouki, teclado, bandolim, apito, orgão e vocal (2008–presente)
- Lee Forshner – gaita de fole (participou do álbum e segue na tour do 11 Shorts Stories of Pain & Glory com a banda ainda que não oficializado como membro)

### Ex-integrantes
- Josh "Scruffy" Wallace – gaita de fole e tin whistle (2003–2014)
- Rick Barton – guitarra (1996–2000)
- Mike McColgan – vocal (1996–1998)
- Jeff Erna – bateria (1996–1997)
- Joe Delaney – gaita de fole (1998–2003)
- Marc Orrell – guitarra, acordeão e piano (2000–2008)
- Spicy McHaggis (Robbie Mederios) – gaita de fole (2000–2003)
- Ryan Foltz – bandolim e tin whistle (2000–2003)

## Discografia

### Álbuns de estúdio
- Do or Die (1998)
- The Gang's All Here (1999)
- Sing Loud Sing Proud! (2001)
- Blackout (2003)
- The Warrior's Code (2005)
- The Meanest of Times (2007)
- Going Out In Style (2011)
- Signed and Sealed in Blood (2013)
- 11 Short Stories of Pain & Glory (2017)

### Álbuns ao vivo
- Live on St. Patrick's Day From Boston, MA (2002)
- Live on Lansdowne, Boston MA (2010)
- Live at Fenway Park (2012)

### Colêtaneas
- The Early Years (1998)
- The Singles Collection, Volume 1 (2000)
- Singles Collection, Volume 2 (2005)

### EPs
- Boys on the Docks (1997)
- Tessie (2004)
- Which side are you on? (2005)
- Rose Tattoo: For Boston Charity EP (2013)

### EPs/Álbuns splits
- Dropkick Murphys/Ducky Boys Split 7inch (1996)
- Dropkick Murphys/The Bruisers 7" (1997)
- Anti-Heros vs Dropkick Murphys (1997)
- The Bruisers/Dropkick Murphys (1998)
- German Lager vs. Irish Stout (Split com Oxymoron) (1998)
- Mob Mentality 7" (Split com The Business) (1999)
- Unity (Split com Agnostic Front) (1999)
- Mob Mentality (Split com The Business) (2000)
- Face to Face vs. Dropkick Murphys (2002)
- One for the Ages (Split com The Vandals) (2004)

### Tributos
- Ex-USSR Tribute to Dropkick Murphys (2014)
- Famous For Nothing: A Tribute To Dropkick Murphys (2015)